# Гремиха (пункт базирования)

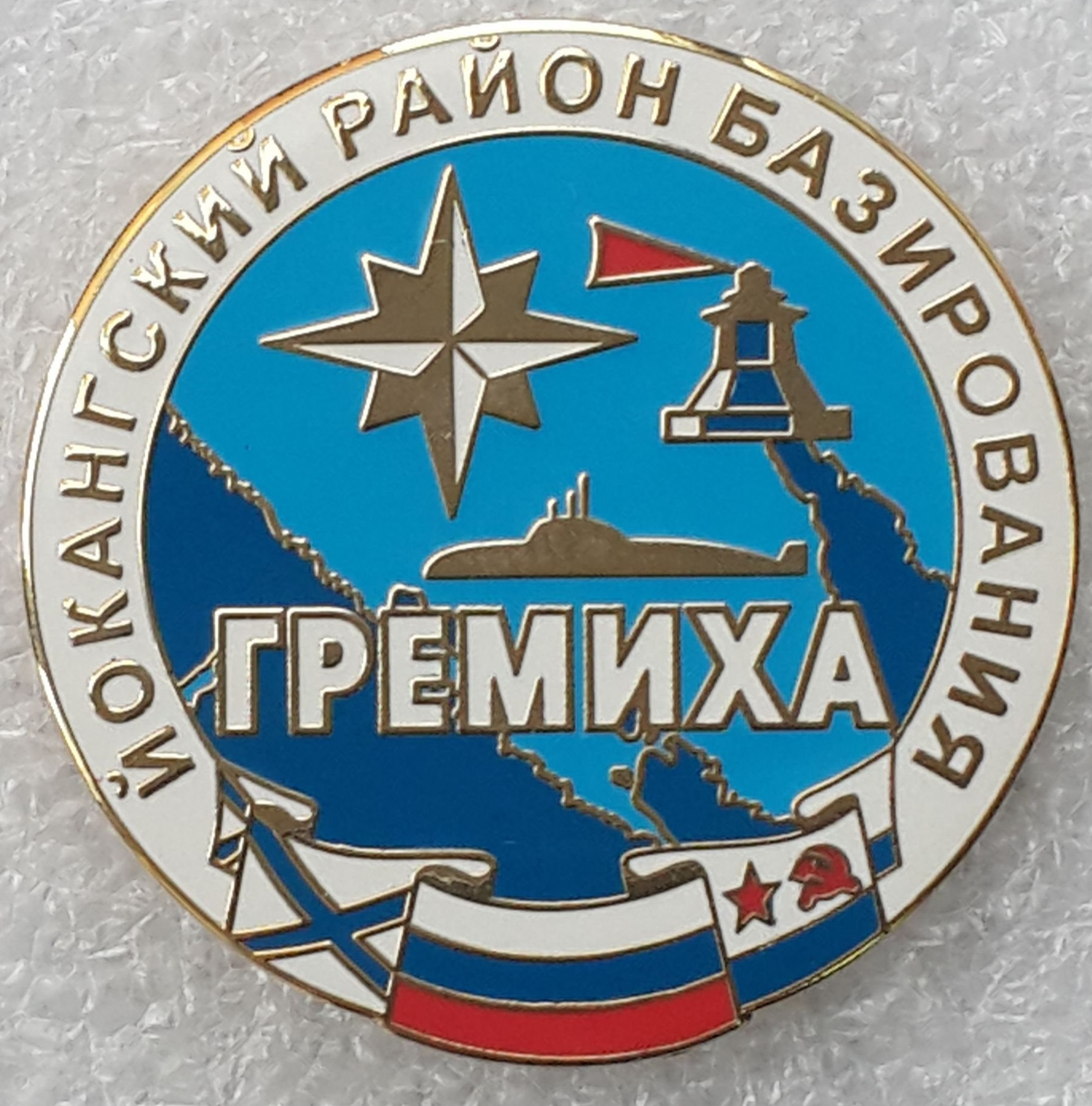
ГРЕМИХА, Йокангский район базирования значок.

Греми́ха (предыдущее название Йоканьга) — пункт базирования Северного флота России. База располагается в ЗАТО Островной Мурманской области, находится в 280 км к юго-востоку от Мурманска. Сухопутного сообщения с другими населёнными пунктами нет, средства сообщения — вертолёты и суда.

## Общие сведения
База наряду с объектами обслуживающей инфраструктуры строилась силами заключённых ГУЛАГа, в частности, Йоканьгинского лагерного отделения (для этих целей, среди прочего, была организована 509-я стройка). База организована приказом наркома ВМФ СССР от 23 июня 1941 году под названием Иоканьгская военно-морская база. Первым командиром ИВМБ в июне 1941 года был назначен капитан 2-го ранга А. И. Дианов.
Основу корабельного состава базы составили корабли и катера 1-го отдельного отряда пограничных судов НКВД. Главными задачами базы были: пресечение попыток немецкого флота зайти в Белое море и обеспечение разведки и обороны восточной части Баренцева моря, обеспечение перевозок по Белому морю (включая полярные союзные конвои).
В августе—сентябре 1941 года немецкая авиация совершила 9 налётов на Иоканьгу силами до 25 бомбардировщиков в каждом, зенитным огнём сбито 5 самолётов. Крупные налёты были также 1 ноября 1941 года и в апреле-августе 1942 года.
Сначала здесь базировались тральщики, чуть позже дизельные подводные лодки.
В июле 1962 года базу посетил Н. С. Хрущёв.
C 1968 года в Гремихе базировались АПЛ первого поколения проекта 627А из состава 17-й дивизии подводных лодок.
В 1970-х база переоборудована для подводных ракетоносцев второго поколения 667Б «Мурена» из 41-й дивизии подводных лодок. В связи с формированием этой дивизии Йоканьгская ВМБ была перформирована в 11-ю флотилию подводных лодок в состав которой в разные годы входили 3-я, 13-я, 17-я, 18-я, 41-я дивизий подводных лодок, 2-я бригада кораблей охраны водного района, ряд вспомогательных соединений.
В 1993-1995 годах в связи с расформированием 17-й и 41-й дивизий, а затем и 3-й дивизии, 11-я флотилия обратно переформирована в Йоканьгскую ВМБ. В 1996 году преобразована в Йокангский район базирования. Наиболее боеготовые подводные лодки были переведены в другие соединения, остальные были отправлены в отстой перед утилизацией.
Последняя остававшаяся в Гремихе боеготовая атомная подводная лодка, К-147, организационно подчинялась 24-й дивизии и до 1997 года обеспечивала посёлок электроэнергией.

В настоящее время база является одним из мест хранения отработанного ядерного топлива подводных лодок Северного флота и единственным местом, где возможно производить перезарядку реакторов с жидкометаллическим теплоносителем.
По состоянию на 2008 год база в большей мере использовалась для отстоя списанных подводных лодок.
По состоянию на 2014 год вывезено всё ОЯТ водо-водяных реакторов общим количеством в 898 штук, с подводных лодок выгружены все отработавшие выемные части реакторов с жидкометаллическим теплоносителем.
В планах — силами СевРАО вывезти твёрдые радиоактивные отходы, разобрать и вывезти отработавшие выемные части реакторов с ЖМТ, а также реабилитировать радиационно-опасные объекты. Ожидается, что Гремиха будет очищена от ядерного топлива к 2020 году.